# Who Want Smoke?
«Who Want Smoke?» — песня американского рэпера Nardo Wick. Она была выпущена на лейбле Flawless Entertainment 22 января 2021 года. Ремикс при участии G Herbo, Lil Durk и 21 Savage вышел 8 октября 2021. Песня стала популярной на платформе TikTok.

## Ремикс
8 октября 2021 года Nardo Wick выпустил ремикс на песню при участии американских рэперов G Herbo, Lil Durk и 21 Savage. В его название добавился один вопросительный знак. Музыкальное видео на ремикс снял Коул Беннетт.

## Чарты
| Чарт (2021)                           | Высшая позиция |
| ------------------------------------- | -------------- |
| Канада (Billboard Canadian Hot 100)   | 41             |
| Мир (Billboard Global 200)            | 37             |
| Новая Зеландия (RMNZ)                 | 15             |
| США (Billboard Hot 100)               | 17             |
| США (Billboard Hot R&B/Hip-Hop Songs) | 5              |